# Dálniční křižovatka Bělotín
Dálniční křižovatka Bělotín je mimoúrovňová křižovatka u Bělotína v Olomouckém kraji. Kříží se zde dálnice D1 s dálnicí D48.

## Poloha
Dálniční křižovatka se nachází u Bělotína severovýchodně od Hranic. Křižovatka se nachází v nadmořské výšce 310 m n. m.

## Popis
Dálniční křižovatka Bělotín je mimoúrovňová křižovatka dálnice D1 procházející od jihozápadu k severovýchodu a dálnice D48, která na této křižovatce začíná a po úplném dokončení povede do Českého Těšína. Současně po dálnici D1 od Lipníka nad Bečvou a dále po D48 prochází evropská silnice E462.
Dálniční křižovatka Bělotín je provedena jako nalevo vyvedený trubkovitý typ tříramenné dálniční křižovatky.

## Historie výstavby
Dálniční křižovatka Bělotín byla uvedena do provozu 25. listopadu 2008 spolu se zprovozněním úseku dálnice D1 z Lipníka nad Bečvou do Bělotína a přivaděče dálnice D48 k silnici I/47. Úsek D1 z Bělotína do Hladkých Životic byl otevřen 25. listopadu 2009.